# 秦綬章
秦綬章（1849年—1925年），字佩鶴，江蘇嘉定縣（今上海市嘉定區）人。晚清政治人物。
光緒九年（1883年）癸未科二甲進士；同年五月，改翰林院庶吉士，光緒十五年四月，散館，授翰林院編修，升侍讀學士。歷官詹事、內閣學士、福建學政、工部右侍郎等職。官至兵部左侍郎，鑲黃旗滿洲副都統。
民国十四年（1925年）卒。